# Uwe Beginski
Uwe Beginski (* 13. Dezember 1959 in Jenfeld; † 16. Januar 2025 in Hamburg) war ein deutscher Fußballspieler.

## Karriere
Beginski spielte bis 1976 beim Jenfelder SV und dann in der Jugendabteilung des Hamburger SV. Dort überzeugte er als Libero. 1978 wurde der damalige Auszubildende (Groß- und Außenhandelskaufmann) zusammen mit Amateurspieler Thomas Bliemeister in die HSV-Profimannschaft hochgezogen. Im Oktober 1978 stand eine Ausleihe zum Zweitligisten Holstein Kiel im Raum, ein solches Geschäft kam aber letztlich nicht zustande. Im September 1979 lud ihn der neue DFB-Auswahltrainer Berti Vogts zu einem Lehrgang der Juniorennationalmannschaft ein. Er blieb zwei Jahre beim Hamburger SV, kam aber nur zu zwei Ligaeinsätzen und nicht über die Rolle des Reservisten hinaus. Er ging zum SV Darmstadt 98, erkämpfte sich dort einen Stammplatz und stieg mit dem Verein 1981 in die 1. Liga auf. Im Jahr darauf erfolgte jedoch gleich wieder der Abstieg. 1982/83 gab Beginski ein Gastspiel beim VfL Osnabrück, ehe er zum KSV Hessen Kassel wechselte. Dort blieb er bis 1985 und ging dann in den Amateurbereich. Er spielte bei den Amateuren des Hamburger SV und ab 1987 beim Glashütter SV in der Verbandsliga Hamburg.
Er bestritt insgesamt 36 Erstliga- und 107 Zweitligaspiele.
Am 16. Januar 2025 starb Beginski im Alter von 65 Jahren.

## Erfolge
- 1979 Deutscher Meister
- 1980 Endspiel Europapokal der Landesmeister
- 1981 Aufstieg in die 1. Bundesliga